# 南淵弘貞
南淵 弘貞（みなぶち の ひろさだ）は、平安時代初期の公卿。姓は息長真人のち槻本公、坂田朝臣、南淵朝臣。大和守・坂田奈弖麻呂の次男。官位は従三位・参議。

## 経歴
若くして大学寮で学び諸子百家を渉猟し、才能を認められ若くして文章生に推挙される。大同元年（806年）少内記次いで少外記に任ぜられる。
嵯峨朝に入り、弘仁元年（810年）大内記に任ぜられ、美作掾・式部丞・蔵人を経て、弘仁7年（816年）従五位下・但馬介に叙任される。その後地方官等を務めたのち、弘仁12年（821年）皇太子・大伴親王（のち淳和天皇）の東宮学士となり右少弁を兼ねる。弘仁13年（822年）従五位上・左少弁に昇進する。
弘仁14年（823年）4月の淳和天皇即位に伴い正五位下・式部少輔に叙任され、9月に左近衛少将を兼ねる。さらに同年12月には父・坂田奈弖麻呂の遺志を述べて改姓を請うて許され、弟・永河と共に坂田朝臣から南淵朝臣姓に改姓している。さらに、翌天長元年（824年）従四位下・式部大輔、天長2年（825年）には参議に任ぜられるなど、淳和朝に入ると俄に昇進を果たした。議政官として式部大輔・宮内卿・刑部卿・右兵衛督を兼帯する一方、天長6年（829年）従四位上、天長7年（830年）正四位下、天長8年（831年）従三位と順調に昇進を続けた。なお、淳和朝では『経国集』の編纂や『令義解』の撰集に参画している。
淳和天皇の退位から約半年後の天長10年（833年）9月19日薨去。享年57。最終官位は参議刑部卿従三位。

## 逸話
天長8年（831年）4月1日の夜に日蝕が発生したが、事前に上奏が行われなかった。朝廷は暦博士・刀岐浄浜に奏上しなかった理由を問いただしたところ、「陰陽寮の壁書に夜の日蝕は奏上不要との記載があったため、事前に奏上しなかった」との回答があった。これを受けて、弘貞は陰陽寮に対して「国家の急務であるのに、どうして明朝を待つようなことがあろうか。夜に発生する日蝕であっても奏上しなくてはならない」と言った。のち、貞観19年（877年）4月1日に再び夜に日蝕が発生するため、廃務の是非を諸博士に議論させた際、天長8年（831年）の経緯が過去の事例として挙げられている。

## 官歴
注記のないものは『六国史』による。
- 延暦年間：文章生[1]
- 大同元年（806年） 5月24日：少内記[1]。8月16日：少外記[1]
- 弘仁元年（810年） 12月2日：大内記[1]
- 弘仁4年（813年） 正月10日：美作掾[1]。正月25日：式部少丞[1]
- 弘仁6年（815年） 正月：蔵人[1]。6月1日：式部大丞[1]
- 時期不詳：正六位上
- 弘仁7年（816年） 正月7日：従五位下。正月10日：但馬介[1]
- 弘仁9年（818年） 9月23日：但馬守[1]
- 弘仁11年（820年） 6月4日：主計頭[1]
- 弘仁12年（821年） 正月10日：伊予介[1]。正月15日：備中守[1]。7月13日：東宮学士（皇太子・大伴親王）[1]。9月22日：主税頭兼備中守[1]。10月5日：右少弁[1]
- 弘仁13年（822年） 正月7日：従五位上。2月1日：左少弁、学士如元[1]
- 弘仁14年（823年） 正月10日：伊予守、止弁[1]。4月18日：式部少輔[1]。4月27日：正五位下。9月27日：左近衛少将[1]。12月15日：坂田朝臣姓から南淵朝臣姓に改姓[1]
- 天長元年（824年） 4月9日：式部大輔[1]。5月21日：従四位下
- 天長2年（825年） 7月1日：参議、式部大輔如元[1]
- 天長4年（827年） 正月21日：従四位上
- 天長5年（828年） 正月12日：兼下野守[1]
- 天長6年（829年） 正月13日：宮内卿[1]
- 天長7年（830年） 5月5日：兼刑部卿[1]。6月1日：正四位下。8月4日：右兵衛督、下野守刑部卿如元[1]
- 天長8年（831年） 正月4日：従三位
- 天長10年（833年） 正月11日：兼信濃守[1]。9月19日：薨去（参議刑部卿従三位）